# Грабац
Грабац (рум. Grabaț) — село у повіті Тіміш в Румунії. Входить до складу комуни Ленаугайм.
Село розташоване на відстані 449 км на північний захід від Бухареста, 39 км на захід від Тімішоари.

## Населення
За даними перепису населення 2002 року у селі проживали 1935 осіб.
Національний склад населення села:
| Національність | Кількість осіб | Відсоток |
| -------------- | -------------- | -------- |
| румуни         | 1390           | 71,8%    |
| цигани         | 448            | 23,2%    |
| німці          | 54             | 2,8%     |
| угорці         | 38             | 2,0%     |

Рідною мовою назвали:
| Мова      | Кількість осіб | Відсоток |
| --------- | -------------- | -------- |
| румунська | 1570           | 81,1%    |
| циганська | 291            | 15,0%    |
| німецька  | 38             | 2,0%     |
| угорська  | 35             | 1,8%     |